# Verneřice
Verneřice é uma cidade checa localizada na região de Ústí nad Labem, distrito de Děčín.